# Кан, Фердинанд
Фердинанд Кан (нем. Ferdinand Kahn, полное имя Фердинанд Геланус Кан; 17 августа 1788 года — 18 октября 1864 года) — первый епископ Тираспольской епархии Римско-католической церкви, член ордена доминиканцев.

## Биография
Родился в 1788 году в Галиции, по национальности — австриец. Около 1810 года прибыл в Российскую империю, 24 мая 1810 года в витебской губернии вступил в Орден проповедников (доминиканцы). 13 марта 1815 года был рукоположен в священники. Некоторое время жил в Гродно, где работал в гимназии, в 1822—1835 годах занимался пастырской деятельностью среди немецких эмигрантов на территории современной Белоруссии, в Ревеле (совр. Таллин) и Риге. С 1833 года — настоятель рижского доминиканского монастыря.
После конкордата 1847 года между Святым Престолом и Россией католические приходы иностранных переселенцев на юге России были в 1848 году объединены в Херсонскую епархию, 20 мая 1850 года Фердинанд Кан был назначен её епископом. 29 октября 1850 года состоялась его епископская хиротония в храме святой Екатерины в Санкт-Петербурге. Рукополагал Кана в епископы митрополит Казимир Дмоховский. Резиденция епископа Кана располагалась в Санкт-Петербурге.
В 1852 году условный центр епархии был перенесён в Тирасполь, а епархия переименована в Тираспольскую, хотя епископ продолжал оставаться в Петербурге. В Тирасполе планировалось возведение собора и резиденции епископа, но этим планам помешала Крымская война.
В 1856 году новым центром епархии был избран Саратов, как центр немцев Поволжья, значительная часть которых была католиками. Епископ Кан переехал в Саратов в октябре 1856 года, в ноябре была торжественно открыта духовная консистория, годом позже — католическая семинария.
Фердинанд Кан умер 18 октября 1864 года в Саратове. Похоронен там же на католическом кладбище.